# Suske en Wiske Junior
Suske en Wiske Junior (voorheen Junior Suske en Wiske en daarvoor Klein Suske en Wiske) is een Belgische stripreeks. De strip is een spin-off van de stripreeks Suske en Wiske van Willy Vandersteen.

## Inhoud
De reeks gaat over Suske en Wiske als vijfjarigen en is bedoeld voor beginnende lezers. De gags spelen zich af op één pagina. De meeste vaste nevenpersonages uit de hoofdreeks Suske en Wiske spelen er niet in mee. Alleen Tante Sidonia en de hond Tobias hadden in het begin een kleine rol. Sidonia heeft aanvankelijk de rol van ouder. Het jongetje (en de aartsvijand van Suske en Wiske) Bert Bavet, het meisje Dotje en de kat Witje zijn nieuwe hoofdpersonages. Geleidelijk aan verdween Sidonia uit de reeks.
Na de titelwijziging naar Junior Suske en Wiske spelen de gags zich niet meer af op één enkele pagina. Het taalgebruik werd ook meer aangepast voor beginnende lezers. Ook werden de nieuwe personages Tom en Lies geïntroduceerd, die de rol als volwassenen hebben.

## Publicatiegeschiedenis
Halverwege december 2001 werd er een spin-off van Suske en Wiske aangekondigd. Paul Geerts tekende de eerste schetsen waarop deze reeks gebaseerd werd. Jeff Broeckx werd de vaste tekenaar en Marc Legendre werd de scenarist. Zij werkten al eerder samen aan de stripreeks Waterland. De gags verschenen oorspronkelijk op de achterzijde van het stripblad Suske en Wiske Weekblad waar ze De Smurfen vervingen. De nieuwe stripreeks was een onderdeel van allerlei veranderingen bij het weekblad. Daarnaast was de reeks net als de latere stripreeks Amoras ook bedoeld om Suske en Wiske toegankelijker te maken voor alle leeftijden. Daarnaast werden er ook albums aangekondigd. Het eerste album verscheen eind 2002. Algauw verving Urbanus Legendre als scenarist.
De strip liep dan van 2002 tot eind 2003 in het stripblad. Het tijdschrift werd namelijk in 2003 stopgezet. In 2004 en 2005 verscheen ook een gelijknamige reeks van zes leesboekjes gebaseerd op de stripreeks geschreven door Dirk Nielandt met illustraties van Broeckx. Bij het vijfde album in 2005 werd Nielandt de vaste scenarist voor deze reeks. Vanaf 2006 verscheen de reeks ook in het Frans onder de naam P'tits Bob et Bobette. Dick Heins werd vanaf 2006 de assistent van tekenaar Broeckx.
In 2009 verscheen het vijftiende album, Beestenboel. Bij de Nederlandse uitgaves werd de reeksnaam gewijzigd in Junior Suske en Wiske, maar de Vlaamse uitgaves verschenen nog als Klein Suske en Wiske. Vanaf het album Het jaar rond uit 2010 verscheen de reeks zowel in Vlaanderen en Nederland als Junior Suske en Wiske. De albums verschenen vanaf dat album ook in een nieuwe nummering. Pieter van Oudheusden werd de vaste scenarist.
Ook verscheen de Franse reeks vanaf 2011 onder een titel Les Juniors Bob et Bobette en een nieuwe nummering. Na het overlijden van Van Oudheusden in 2013 nam tekenaar Broeckx ook het scenario van enkele albums over.
Het scenario van het laatste album uit 2015 werd geschreven door Anneke Scholtens. Vervolgens ging Broeckx op pensioen en werd de reeks stopgezet. In september en november 2017 verscheen er eenmalig een nieuw verhaal getekend door Maarten Gerritsen (Studio Noodweer) op scenario van Peter Van Gucht.
In november 2019 werden drie nieuwe albums aangekondigd met Charel Cambré als tekenaar en Kim Duchateau als scenarist. De naam van de strip werd hierbij gewijzigd naar Suske en Wiske Junior. Het eerste album van Cambré en Duchateau verscheen in maart 2020.

## Albums
De gags werden aanvankelijk voorgepubliceerd en vervolgens uitgebracht in enkele albums. Nadat het tijdschrift was stopgezet verschenen de strips meteen in albumvorm. Hieronder volgt een lijst van albums.

### Klein Suske en Wiske (2002-2010)
| Nr. | Titel                 | Uitgavejaar |
| --- | --------------------- | ----------- |
| 1   | Engeltjes, bengeltjes | 2002        |
| 2   | Guitige spruitjes     | 2003        |
| 3   | Jonge patatjes        | 2003        |
| 4   | Kribbel, krabbel      | 2004        |
| 5   | Mini-heldjes          | 2004        |
| 6   | Bubbels en bellen     | 2005        |
| 7   | Vrolijke rakkertjes   | 2005        |
| 8   | Holder de bolder      | 2006        |
| 9   | In vliegende vaart    | 2006        |
| 10  | Kusje kusje           | 2007        |
| 11  | Supersprint           | 2007        |
| 12  | Hoger lager           | 2008        |
| 13  | Koetje boe            | 2008        |
| 14  | Zomerkriebels         | 2009        |
| 15  | Beestenboel           | 2009        |
| 16  | Sport en spel         | 2010        |

### Junior Suske en Wiske (2010-2015)
Bij de titelwijziging verscheen de reeks met een nieuwe nummering (Een reeks met Lies & Tom). De albums zijn ook kleiner.
| Nr. | Titel                      | Uitgavejaar |
| --- | -------------------------- | ----------- |
| 1   | Het jaar rond              | 2010        |
| 2   | Speurneuzen                | 2011        |
| 3   | Grote griezels             | 2011        |
| 4   | Op safari                  | 2012        |
| 5   | Het geheim van Sinterklaas | 2012        |
| 6   | Spelletjes spelen          | 2012        |
| 7   | Eureka!                    | 2013        |
| 8   | In space                   | 2013        |
| 9   | Ontspoorde sprookjes       | 2014        |
| 10  | Het wilde westen           | 2014        |
| 11  | Op reis door de tijd       | 2015        |

### Suske en Wiske Junior (2020-heden)
Bij de titelwijziging verscheen de reeks met een nieuwe nummering. Onderstaande albums werden getekend door Charel Cambré op scenario van Kim Duchateau.
| Nr. | Titel                      | Uitgavejaar |
| --- | -------------------------- | ----------- |
| 1   | Hij heeft het gedaan!      | 2020        |
| 2   | Terug voor het eten!       | 2020        |
| 3   | In naam der wet!           | 2020        |
| 4   | Een appeltje voor de dorst | 2021        |
| 5   | Het boemerang effect       | 2021        |
| 6   | In het hol van de beer     | 2021        |
| 7   | Rake klappen               | 2022        |
| 8   | Wegwezen, Krimson!         | 2022        |
| 9   | Verboden te heksen         | 2022        |
| 10  | Op heterdaad betrapt       | 2023        |
| 11  | Apenstreken                | 2023        |
| 12  | Opgeruimd Staat Netjes     | 2023        |
| 13  | Zootje Ongeregeld          | 2023        |
| 14  | Vol Gas!                   | 2024        |

## Bewerkingen

### Animatieserie
In september 2013 kondigde de Belgische animatiestudio Grid Animation een animatieserie te gaan maken gebaseerd op deze stripreeks. Doghouse Films en de VRT werden coproducenten. De productie ging eind 2014 van start. Deze reeks verscheen vanaf 6 november 2017 op Ketnet.
Stemmencast
- Suske - Jan Van Hecke
- Wiske - Liesbeth De Wolf
- Kathy - Cathy Petit
- Tom - Thomas Cordie
- Billy Reniers - Peter Pype
- Overige stemmen: Bert Van Poucke, Govert Deploige, Ingrid Van Rensbergen, Pepijn Caudron, Reuben De Boel, Sara Gracia Santacreu

#### Boeken
In 2018 verscheen een reeks boeken, gebaseerd op de animatieserie, geschreven door Inge Bergh.
| Nr. | Titel                     | Uitgavejaar |
| --- | ------------------------- | ----------- |
| 1   | Suske Hood schiet te hulp | 2018        |
| 2   | Het zwarte gat            | 2018        |
| 3   | De blauwe diamant         | 2018        |
| 4   | Piraten                   | 2018        |

### Leesboeken
Samen met de drie stripreeksen wordt er ook telkens een AVI-leesboekenreeks opgestart. De tekeningen worden door dezelfde tekenaar als die van de stripreeks gemaakt.

#### Klein Suske en Wiske (2004-2005)
| Nr. | Titel                                      | Uitgavejaar |
| --- | ------------------------------------------ | ----------- |
| 1   | Waar is Suske? / Suske is weg              | 2004        |
| 2   | De schat van Wiske / Wiske zoekt een schat | 2004        |
| 3   | Help! Een spook! / Een spook op zolder?    | 2005        |
| 4   | Pizzeria Wiske / Wiskes Pizzeria           | 2005        |
| 5   | Aap is weg / Waar is aap?                  | 2005        |
| 6   | De doelvrouw / Wiske in doel!              | 2005        |

#### Junior Suske en Wiske (2008-2016)
| Nr. | Titel                                      | Uitgavejaar |
| --- | ------------------------------------------ | ----------- |
| 1   | Suske is weg                               | 2008        |
| 2   | Wiske zoekt een schat / De schat van Wiske | 2008        |
| 3   | Een spook op zolder                        | 2008        |
| 4   | Wiskes Pizzeria                            | 2008        |
| 5   | Waar is aap? / Aap is weg                  | 2008        |
| 6   | Wiske in doel!                             | 2008        |
| 1   | Aap aan de bal                             | 2011        |
| 2   | De kat van Kaat                            | 2011        |
| 3   | Een nacht in de tent                       | 2011        |
| 4   | Het ei van de draak                        | 2011        |
| 1   | Een huis voor spook                        | 2012        |
| 2   | Een roos voor Lies                         | 2012        |
| 3   | Feest in de klas                           | 2012        |
| 1   | Waar is de schat?                          | 2015        |
| 2   | Suske is een ezel!                         | 2015        |
| 3   | Een griezel in een kasteel                 | 2015        |
| 4   | Een mummie in de stad                      | 2015        |
| 1   | Een hoed voor Sint                         | 2016        |
| 2   | Een leuke kerst                            | 2016        |

#### Suske en Wiske Junior (2017-heden)
| Nr.     | Titel                      | Uitgavejaar |
| ------- | -------------------------- | ----------- |
| Special | De wakkere Woeffies        | 2017        |
| Special | De wakkere Woeffies deel 2 | 2017        |
| 1       | Wat hoort Wiske daar?      | 2020        |
| 2       | De kat                     | 2020        |
| 3       | Pak me dan!                | 2020        |
| 4       | Vaar je mee ?              | 2020        |
| 5       | Een schat in de tuin       | 2021        |
| 6       | Een taart voor Suske       | 2021        |
| 7       | Voor wie is de brief?      | 2021        |
| 8       | Een heks in het dorp       | 2021        |

## Stripmuur
Halverwege 2010 werd een stripmuur in Kalmthout aangekondigd. De muur werd op 11 september 2010 ingehuldigd. Het werd geschilderd door Paula Setz naar het ontwerp van tekenaar Jeff Broeckx.